# Ted Wilde
Ted Wilde (* 16. Dezember 1889 in New York City; † 17. Dezember 1929 in Hollywood, Kalifornien) war ein US-amerikanischer Regisseur und Drehbuchautor.

## Leben
Ted Wilde war ein enger Freund des Stummfilmstars Harold Lloyd, für den er ab Mitte der 1920er-Jahre einige Drehbücher und zahlreiche Filmsketche schrieb. 1927 sowie 1928 führte Wilde Regie in zwei Filmen, in denen Lloyd die Hauptrolle spielte: Der kleine Bruder von 1927 und Speedy von 1928. Für letzteren erhielt er eine Oscarnominierung als bester Regisseur. Seine beginnende, vielversprechende Karriere als Regisseur endete abrupt, als er im Dezember 1929 einen Tag nach seinem 40. Geburtstag an den Folgen eines Schlaganfalls starb. Sein Grab befindet sich im Forest Lawn Memorial Park in Glendale (Kalifornien).

## Filmografie (Auswahl)

### Regie
- 1927: Babe Comes Home
- 1927: Der kleine Bruder (The Kid Brother)
- 1928: Straßenjagd mit Speedy (Speedy)
- 1928: Loose Ankles

### Drehbuch
- 1923: Lieber krank als sorgenfrei (Why Worry?)
- 1924: Mädchenscheu (Girl Shy)
- 1925: Der Sportstudent (The Freshman)
- 1926: Um Himmels willen (For Heaven's Sake)